# Stanislav Boloňský
Stanislav Boloňský (* 10. srpna 1948 Praha) je český politik, pedagog, publicista a fotograf, v letech 2015 až 2021 místopředseda SNK ED, v letech 2020 až 2024 zastupitel Středočeského kraje, v letech 2002 až 2006 starosta města Roztoky v okrese Praha-západ.

## Život
Vystudoval Střední průmyslovou školu grafickou v Praze a po jejím absolvování pracoval osm let jako fotograf a technik v Oblastním muzeu v Roztokách u Prahy.
V roce 1976 nastoupil jako odborný učitel na grafickou školu a začal studovat FAMU. Kromě odborné kvalifikace zde získal i kvalifikaci pedagogickou. Pedagogické činnosti se věnoval osmnáct let. Od roku 2006 také čtyři roky pracoval na České školní inspekci na online univerzitě LIGS University (která není akreditována žádnou agenturou uznávanou Ministerstvem školství Spojených států amerických ani žádnou z českých akreditačních komisí) v oboru marketing a komunikace.
Angažuje se jako člen Školské rady ZŠ Roztoky a člen školské komise. Spolupracuje s roztockým měsíčníkem „Odraz“, v němž publikoval více než 400 článků s regionální a historickou tematikou. V roce 2005 obdržel pamětní medaili k 60. výročí Osvobození republiky za popularizaci novodobé historie. Žije ve městě Roztoky v okrese Praha-západ.

## Politické působení
V roce 1989 byl zakládajícím členem Občanského fóra v Roztokách u Prahy a v roce 1990 ho na základě politických dohod OF nominovalo na post člena Rady Středočeského KNV. Po rozpadu OF se stal členem Občanského hnutí a předsedou okresního výboru tohoto politického uskupení pro okres Praha-západ.
V roce 2004 se stal členem SNK Sdružení nezávislých, které se o dva roky později vyvinulo ve stranu SNK Evropští demokraté. Mezi roky 2009 a 2015 byl také členem předsednictva SNK ED a v letech 2015 až 2021 byl místopředsedou strany. Dále působí jako předseda Středočeské krajské organizace.
V komunálních volbách v roce 1994 byl jako nezávislý zvolen do Zastupitelstva města Roztoky. Mandát zastupitele pak obhájil ve volbách v roce 1998 (jako nezávislý), volbách v roce 2002 (jako nezávislý na kandidátce subjektu „Sdružení nezávislých kandidátů SAKURA – ROZTOCKÝ HLAS“) a ve volbách v letech 2006 a 2010 (v obou případech jako člen SNK ED na kandidátce subjektu „Sakura“). V komunálních volbách v roce 2014 již nekandidoval. Navíc v letech 1994 až 2002 zastával funkci radního města, mezi roky 2002 až 2006 pak pozici starosty města a nakonec byl v letech 2010 až 2014 uvolněným místostarostou města.
V krajských volbách v roce 2004 kandidoval jako člen SNK za subjekt „SNK sdružení nezávislých a Evropští demokraté“ do Zastupitelstva Středočeského kraje, ale neuspěl. Stejně tak nebyl zvolen ve volbách v roce 2008 coby člen SNK ED na kandidátce „Koalice pro Středočeský kraj“ (tj. KDU-ČSL a SNK ED), ve volbách v roce 2012 coby člen SNK ED na kandidátce „Koalice KDU-ČSL, SNK ED a nezávislí kandidáti“ a ani ve volbách v roce 2016 na kandidátce „SPOLU PRO KRAJ KDU-ČSL, SZ A SNK ED“.
V září 2017 se stal 1. místopředsedou SNK ED. Pozici zastával do listopadu 2018, kdy byl zvolen 2. místopředsedou SNK ED. V komunálních volbách v roce 2018 byl jako člen SNK ED zvolen zastupitelem města Roztoky, a to na kandidátce uskupení „SAKURA“ (tj. hnutí STAN a nezávislí kandidáti). V komunálních volbách v roce 2022 kandidoval do zastupitelstva Roztok ze 4. místa kandidátky subjektu „SAKURA – SDRUŽENÍ NEZÁVISLÝCH KANDIDÁTŮ POD STANEM“ (tj. STAN a nezávislí kandidáti). Vlivem preferenčních hlasů však skončil druhý, a obhájil tak mandát zastupitele města.
V krajských volbách v roce 2020 byl zvolen jako člen SNK ED zastupitelem Středočeského kraje na společné kandidátce STAN, KDU-ČSL a SNK ED. Mandát mu skončil po krajských volbách v roce 2024, jelikož v nich již nekandidoval.